# Reserva Natural de Taarikõnnu
A Reserva Natural de Taarikõnnu é uma reserva natural localizada no condado de Rapla, na Estónia.
A área da reserva natural é de 2835 hectares.
A área protegida foi fundada em 2001 para proteger os valiosos tipos de habitats e espécies ameaçadas em Kõnnu e Viluvere (em Põhja-Pärnumaa) e Ellamaa e Reonda (em Kehtna).